# Заревый проезд
Заревый проезд — улица на северо-востоке Москвы, находится в Северном Медведково (Северо-восточный административный округ). Находится между проездом Шокальского и Широкой улицей. Назван в 1967 году по инициативе жителей района. На проезд выходит улица Тихомирова.
Улица двусторонняя на всём протяжении, полотно дороги — двухполосное. Первоначально была построена левая, нечётная сторона улицы. Протяжённость улицы около 700 метров. Нумерация домов от 1-го до 19-й. Западная сторона нечётная, восточная чётная. Все дома проезда жилые.

## Учреждения и организации
- Дом 10 — Дом книги «Медведково»; государственный клуб «Товарищ».

## Общественный транспорт
По проезду проходят автобусы:
| 181: | Осташковская улица • Медведково • Бабушкинская • Платформа Лось |
| 696: | Осташковская улица • Медведково • Бабушкинская • Платформа Лось |
| с15: | Платформа Лось • Бабушкинская • Медведково • Малыгинский проезд |
| н6:  | Осташковская улица • Медведково • Бабушкинская • Свиблово • Ботанический сад • ВДНХ • Улица Академика Королёва • Марьина Роща • Достоевская • Цветной бульвар • Трубная • Театральная площадь • Лубянка • Китай-город |

«→» — остановки проходятся только при движении в прямом направлении; «←» — остановки проходятся только при движении в обратном направлении.

Автобусные остановки: «Заревый проезд», «Заревый проезд, 19».